# فئودوروفکا (استان قزاقستان غربی)
فئودوروفکا (قزاقی: Федоровка, فه‌دوروۆکا) یک شهرک در قزاقستان است که در استان قزاقستان غربی واقع شده‌است. این شهرک ۴۵۹۷ نفر جمعیت دارد.